# T–20 Komszomolec

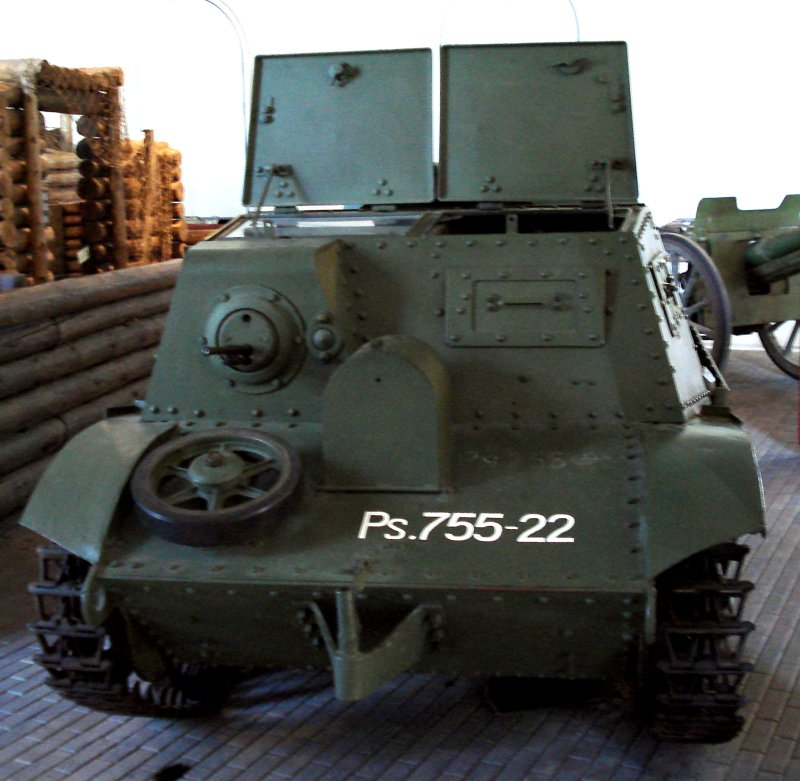
A T–20-as szemből, a vezetőfülkével. Balra a parancsnok előtt beépített DT géppuska látható.

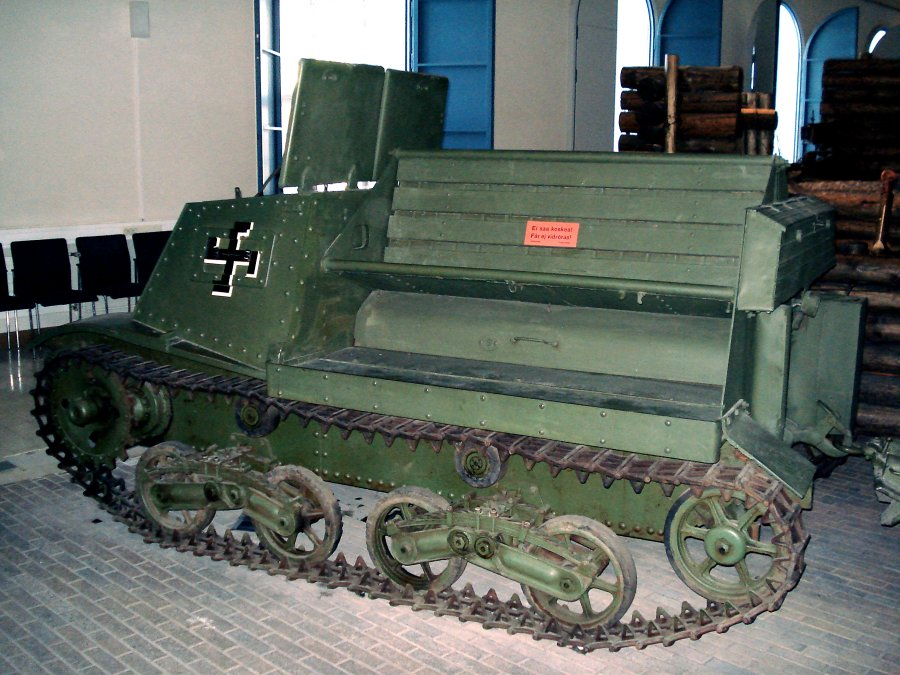
Komszomolec páncélozott vontató finn jelzéssel

A T–20 Komszomolec szovjet páncélozott, felfegyverzett lánctalpas tüzérségi vontató, melyet az 1930-as évek második felében fejlesztettek ki a moszkvai 37. számú Ordzsonikidze gyárban. A jármű a T–38 kétéltű harckocsi alvázán alapult. 1937–1941 között gyártották őket a 37. sz. gyárban, valamint a Sztálingrádi Traktorgyárban (SZTZ) és a Gorkiji Autógyárban (GAZ). Összesen 7780 darab T–20 készült, többféle motorral és kialakításban.

## Története
A gépesített alakulatok terjedésével merült fel az igény, hogy a tüzérség is képes legyen együtt mozogni a harckocsikkal és a többi gépesített egységgel. A terepen való manőverezéshez a lánctalpas járművek tűntek alkalmasnak, melyek bázisául kezdetben a lánctalpas traktorok szolgáltak.
A Szovjetunióban az 1935-ben tervezett Pionyer volt az első lánctalpas tüzérségi vontató, melyet az amerikai Marmon-Harrington lánctalpas traktor bázisán alakítottak ki és egy Ford V–8-as motor hajtotta.
A mozgékonyság növelése érdekében a traktorok helyett később a harckocsikat vették alapul a tüzérségi vontatók fejlesztésénél. A T–20-as vontatót a 37. sz. gyár főkonstruktőre 1936 végén tervezte, gyári jelzése A–20 volt. A vontatót könnyű tüzérségi fegyverek vontatásához tervezték, mint például 45 mm-es páncéltörő ágyú, vagy az 1938 mintájú 120. A vontató a fegyvereken kívül utánfutón kis mennyiségű lőszert, valamint hatfős kezelőszemélyzetet is szállíthatott. Alkalmanként két utánfutót vontattak, hogy növeljék a szállítható lőszer mennyiségét. A jármű csapatpróbái 1937 augusztusa és novembere között zajlottak, melynek nyomán a vontatót kisebb módosításokkal rendszeresíthetőnek nyilvánították. Hátrányos tulajdonsága maradt azonban a lánctalpak kis élettartama, valamint az eredetileg gépkocsikhoz szánt GAZ–M motor alacsony üzembiztonsága, mely nem bírta a tartósan nagy igénybevételt.
A páncéllemezek gyártási kapacitásában mutatkozó hiányosságok miatt 1939-ben kialakították a páncélozás nélküli változatait is. Ezeket LT–1 és LT–2 típusjellel gyártották, és GAZ–M, illetve GAZ–11-es motorokat szereltek beléjük.
A vontatónak önjáró löveg változata is készült 1941-ben, a ZiSZ–30, amelyre egy 57 mm-es ZiSZ–2 páncéltörő ágyút szereltek. Körülbelül 100 darab T–20-ast alakítottak át ZiSZ–30-ra. Ezek a járművek részt vettek Moszkva védelmében, bár nem számítottak hatékony fegyvernek. Egy évvel a Barbarossa hadművelet kezdete után kevesebb mint a járművek fele  volt még üzemképes.
A Komszomolec gyártását 1941 júliusában beszüntették, mer a gyártási kapacitásokra a könnyű harckocsik előállításához volt szükség.  A T–20 Komszomolec összes változatát beleszámítva a vontatóból 7780 darabot gyártottak. A futóműben, a felépítmény kialakításában, a személyzet és az utasülések elhelyezésében, valamint a hűtési rendszerben a sorozatgyártású példányok jelentősen különböztek egymástól.
A Szovjetunió elleni német támadás idején, 1941-ben a Vörös Hadsereg tüzérségi vontatóinak ötödét alkotta a T–20-as típus. A második világháború első időszakában szükségmegoldásként a vontatót páncélozott géppuskafészekként és könnyű felderítő harcjárműként is alkalmazták.
Finnország, Románia és Németország is zsákmányolt T–20-as vontatókat, melyeket szolgálatba is állítottak. Finnország 1943-ban 184 darab T-20-szal rendelkezett, melyek közül néhány 1961-ig szolgálatban maradt. 34 darab T–20 szolgált a román hadseregben Ford rusesc de captura megnevezéssel. Ezeket a német 5 cm-es Pak 38 ágyúk vontatására használták. Németország a T–20-ast Leichter Artillerieschlepper STZ 3 630(r) megnevezéssel tüzérségi vontatónak, valamint a 3,7 cm Panzerabwehrkanone 36 ágyúkkal ellátva önjáró lövegként használta.
A vontatónak mindössze három példánya maradt fenn. Ezek egyike Moszkvában, a Poklonnaja gorán felépített második világháborús emlékparkban van kiállítva. Kettő darab Finnországban, a Parolai Páncélosmúzeumban található, utóbbiak egyike működőképes állapotban.

## Továbbfejlesztett változata
1940–1941-ben GAZ–20 jelzéssel és Komszomolec–2 néven elkészítették továbbfejlesztett változatát, melybe két darab GAZ–M motort építettek. Jelentősen módosított és továbbfejlesztett változata volt a GAZ–22, más jelzéssel T–22 vontató, melyet már a T–40-es könnyű harckocsi alvázán alakítottak ki. Mint az alapul szolgáló harckocsinak, a T–22-nek is független, torziós rugózású futómű felfüggesztése volt, a vezetőfülkét a GAZ–MM teherautóból vették át. A hadseregnek azonban egyik jármű sem nyerte el a tetszését, így nem rendszeresítették őket.

## Műszaki jellemzői
A páncéltestet 7–10 mm-es lemezekből alakították ki, melyek biztos védelmet nyújtottak a puskalőszerek és a kisebb repeszek ellen. A vezetőfülke jobb oldalán foglalt helyet a jármű parancsnoka, önvédelmi célból az ülése elé egy 7,62 mm-es DT géppuskát építettek be. A vezető és a parancsnok számára egy-egy búvónyílás volt a vezetőfülke tetőlemezén. A vezető előtt nyitható páncéllemezzel védett ablakot alakítottak ki. A páncéllemez zárt állapotában a vezető prizmán keresztül tájékozódott. A vezetőfülke mögött helyezkedett el a motortér, melyhez a felül elhelyezett szerelőnyíláson keresztül lehetett hozzáférni. A motortér tetejére, egymással hátnak két darab háromszemélyes padot alakítottak ki, ahol a vontatott löveg kezelőszemélyzete foglalhatott helyet. Az ülések háttámlájának elforgatásával kisméretű teherteret lehetett kialakítani. Az ülések fölé rossz idő esetén ponyvából készült, ablakokkal ellátott sátras fülkét lehetett szerelni.
A vontatóba a Gorkiji Autógyár GAZ–M típusú benzinmotorját építették, melyet négyfokozatú váltóval és felezőművel láttak el. Ez két üzemmódot, a vontató és utazó üzemmódot tett lehetővé. A kihajtóművet a T–38-as harckocsiból vették át. A hűtőlevegő beömlőnyílásai az első változatokon a lánctalpak fölött voltak. Ez azonban a motor gyors elszennyeződését okozta. Ezért a későbbi modelleken a hűtőlevegő motortérbe bevezetését felül, az ülések között oldották meg.

## Külső hivatkozások
- E. Procsko: Tyagacs... v bronye i sz pulemjotom, in Mogyeliszt Konsztruktor 1994/7. (oroszul)
- Tyagacs Komszomolec – The Ruddian Battlefild (oroszul)